# November Criminals (película)
November Criminals es una película estadounidense basada en el libro del mismo título.
La película es dirigida por Sacha Gervasi y entre el reparto se encuentra Chloë Grace Moretz y Ansel Elgort.

## Reparto
- Chloë Grace Moretz es Phoebe.
- Ansel Elgort es Addison.
- Tessa Albertson es Alex.
- Catherine Keener es Fiona.
- David Strathairn es Theo.

## Producción
En noviembre de 2014, se informó que Chloë Grace Moretz y Catherine Keener habían sido elegidos en la película. En enero de 2015, Ansel Elgort fue contratado para interpretar al protagonista. David Strathairn se unió el 23 de marzo de 2015.
El rodaje comenzó el 23 de marzo de 2015, en Rhode Island y Washington D. C. y finalizó el 28 de abril de 2015, después de 32 días de rodaje.